# Убеда
У̀беда (на испански: Úbeda) е град в провинция Хаен на автономна област Андалусия, Южна Испания. Населението на града е 36 342 жители от преброяването през от 2006 г.

## Личности
Родени
- Антонио Муньос Молина, писател
- Хоакин Сабина, певец